# فابيو مالدونادو
فابيو مالدونادو (بالبرتغالية: Fábio Maldonado‏) (17 مارس 1980 بسوروكابا في البرازيل - ) هو ملاكم برازيلي، صنّف ضمن فئة وزن ثقيل.

## روابط خارجية
- فابيو مالدونادو على موقع IMDb (الإنجليزية)
- فابيو مالدونادو على موقع بوكس ريك (الإنجليزية) (registration required)
- فابيو مالدونادو على موقع يو إف سي (الإنجليزية)
- فابيو مالدونادو على موقع شيردوغ (الإنجليزية)
- فابيو مالدونادو على موقع Tapology.com (الإنجليزية)